# Nesreće u nuklearnoj elektrani Fukushima I

## Kronološki tijek nesreće

### 11.3.2011.
14:46 JST (05:46 UTC) – Japan je pogodio razoran potres Tokoku, jačine 9 prema Richterovoj ljestvici. Uz goleme štete u području zahvaćenom potresom, štetu je pretrpjela i nuklearna elektrana Fukushima 1. Iako su sva tri aktivna reaktora prestali s radom, sam potres, unatoč razornoj snazi nije nanio velika oštećenja na elektrani no cunami koji je kao posljedica potresa uslijedio sat vremena nakon samog potresa potopio je spremnike s gorivom i same dizelske agregate koji su bili namijenjeni za proizvodnju električne energije u slučaju nesreće. Samo sat vremena nakon potresa cijela je elektrana ostala gotovo bez ikakvog izvora električne energije. Nakon što je Japanska agencija za nuklearnu i industrijsku sigurnost sazvala sjednicu kako bi utvrdili oštećenja i spriječili daljnje razaranje, japanska je vlada proglasila izvanrednu situaciju i naredila evakuaciju stanovništva u krugu od 2 kilometra.

### 12.3.2011.
Pritisak u prvom bloku je prerastao dopuštenu vrijednost pa je dio pare s česticama radioaktivnog materijala ispušten u atmosferu. Zbog neadekvatnog hlađenja, dio radioaktivnih šipki prvog reaktora prevučenih cinkom ostao je bez vode što je uzrokovalo oslobađanje vodika. Sigurnosni sustav za spaljivanje oslobođenog vodika nije bio u funkciji zbog nedostatka električne energije pa ja koncentracija vodika postala eksplozivna i došlo je do eksplozije u vanjskoj strukturi prvog bloka. Reaktor i zaštitna konstrukcija oko reaktora (kontejnment) nisu oštećene, no zgrada je pretrpjela velika oštećenja. Radius evakuiranog prostora je povećan na 20 kilometara, a za hlađenje reaktora se počela koristiti morska voda koja uzrokuje koroziju i trajna oštećenja na reaktorima. Pred kraj dana, došlo je do prekida hlađenja trećeg reaktora što je izazvalo rizik od eksplozije.

### 13.3. 2011.
Pritisak u prvom i trećem reaktoru i dalje raste pa je nužno ispuštanje radioaktivne pare u okoliš. Reaktori se osim morskom vodom hlade i bornom kiselinom kako bi se usporila reakcija u jezgri. Pregledom drugog reaktora utvrđeno je kako je razina vode ispod dopuštene ali je stanje reaktora procjenjeno kao stabilno te nisu poduzimane nikakve mjere zaštite.

### 14.3.2011.
Eksplozija vodika u zgradi trećeg reaktora uzrokovala je oštećenja na rashladnom sustavu drugog bloka, no eksplozija nije uzrokovala povećanje radijacije u okolišu.

### 15.3.2011.
Jučerašnja eksplozija u zgradi trećeg reaktora potpuno je onemogućila rashlađivanje drugog reaktora te uzrokovala djelomična oštećenja na zaštitnoj konstrukciji (kontejnmentu) drugog reaktora što je uvelike povećalo rizik od ispuštanja radioaktivnog materijala u okolinu. U skladu s očekivanjima, nivo radijacije je porasao na 400 mSv/h pa su evakuirani svi radnici osim onih koji su bili zaduženi za rad na rashladnom sustavu. Temperatura i tlak u reaktoru drugog su se povećavali što je rezultiralo trećom eksplozijom u elektrani Fukushima 1. U zgradi četvrtog reaktora koji je prije potresa bio izvan pogona zbog obnove je izbio požar u neposrednoj blizini bazena u kojem se nalazio istrošeni radioaktivni materijal. Kako se sve to nalazilo izvan zaštitne konstrukcije (kontejnmenta), postojala je mogućnost značajnog povećanja razine radijacije.

### 16.3.2011.
Požar u zgradi četvrtog reaktora koji je buknuo dan prije uzrokovao je porast temperature i smanjenje razine vode za hlađenje u bazenu s istrošenim radioaktivnim šipkama pa je počelo upumpavanje vode u bazen. Snažna eksplozija koja je odjeknula nešto kasnije toga dana iz zgrade trećeg reaktora uzrokovala je privremenu evakuaciju svih zaposlenika jer je radiacija porasla na 1000 mSv/h. Također, potvrđeno je kako su poduzete dodatne mjere i u zgradama petog i šestog reaktora koji su također bili u fazi obnove, ali je razina vode u bazenima s istrošenim gorivom pala ispod dopuštene.

### 17.3.2011.
Hlađenje reaktora je nastavljeno, a objavljeno je kako je bazen u zgradi četvrtog reaktora pod nadzorom i da nema značajnih oštećenja. Veliki broj radnika počeo je s radovima kako bi reaktore povezali s trajnim izvorom električne energije. Kasnije toga dana je zgrada drugog reaktora spojena na električnu mrežu. 

### 18.3.2011. – 7.4.2011.
Daljnji radovi koji su poduzimani na elektrani Fukushima 1 imali su za cilj spojiti svih šest reaktora na stalan i stabilan izvor električne energije kako bi se omogućilo samostalno hlađenje i rad mjernih instrumenata unutar pojednih blokova. Svih šest reaktora je uspješno stavljeno pod nadzor bez značajnih promjena u okolišu u odnosu na prethodno stanje. Drugi potres (7.4.2011.) jačine 7.2 po Richterovoj ljestvici, s epicentrom oko 120 km udaljenim od Fukushime 1, nije izazvao nova oštećenja na nuklearnoj elektrani iako su radnici koji su radili na sanaciji od prethodnog potresa privremeno evakuirani.

## Opseg nesreće
U nesreći nuklearne elektrane u Fukushimi 1 nije došlo do izravnog istjecanja radioaktivnog materijala u okolinu. Usprkos tome ova je nesreća ocjenjena maksimalnim 7. stupnjem po INES skali kao nesreća s globalnim posljedicama zbog brojnih oštećenja na samoj elektrani i okolini elektrane te zbog činjenice da su nesrećom zahvaćena čak četiri od ukupno šest reaktora. Iako je i nesreća u Černobilu također ocjenjena stupnjem 7, razina radiacije koja je ispuštena u okolinu u havariji Fukushime iznosi 10% radiacije koju je uzrokovala nesreća u Černobilu. Broj stradalih u Fukushimi teško je odrediti jer je nesreći prethodio potres i cunami, no žrtve su višestruko manje nego u Černobilu. Dva zaposlenika tvrtke TEPKO stradala su odmah nakon tsunamija a njih ukupno petnaest je ozljeđeno u trima eksplozijama koje su usljedile u narednih nekoliko dana. Radijus evakuacije na kraju je iznosio 20 kilometara od nuklearne elektrane, iako je radiacija bila višetruko viša od dozvoljene i na udaljenosti od 30 km. Stanovnici ipak nisu evakuirani nego su opremljeni preparatima koji smanjuju utjecaj zračenja na ljudsko tijelo.

## Vanjske poveznice
http://nuklearno-drustvo.hr/hr/razne-informacije/vijesti/157-dnevno-izvjee-hnd-a-o-razvoju-dogaaja-u-ne-fukushima-daiichi-2632011.html  Arhivirana inačica izvorne stranice od 3. kolovoza 2011. (Wayback Machine)
http://www.reuters.com/article/2011/04/12/japan-severity-idUSTKE00635720110412  Arhivirana inačica izvorne stranice od 12. studenoga 2013. (Wayback Machine)
http://www.tokyotimes.jp/post/en/1794/Fukushima+victims+fate+uncertain+until+2012.html  Arhivirana inačica izvorne stranice od 6. svibnja 2011. (Wayback Machine)

## Unutarnje poveznice
Nuklearna elektrana Fukushima 1